# Burlesco
Burlesco is een Italiaanse muziekterm die aangeeft dat een stuk of passage uitgevoerd dient te worden op een grappige manier. Hierbij moet(en) de uitvoerend muzikant(en) ernaar streven een stuk of passage zo te spelen, dat enig humoristisch aspect van de muziek tot uitdrukking komt in de uitvoering. Deze aanduiding heeft vooral betrekking op de voordrachtswijze en niet zozeer op het tempo van de muziek. 